# Светослав Гоцев
Светослав Гоцев е български волейболист, състезател на „Левски София".
Роден е на 31 август 1990 година в град Брезник. От 2002 година се състезава в множество различни клубове в България и чужбина. Първи професионален договор подписва с “ВК Славия” след като бива закупен от пернишкия “ВК Миньор”. Във “ВК Славия” прекарва четири сезона като става два пъти шампион на България за юноши младша и юноши старша възраст. През 2009 година е избран за най-добър нападател на България за юноши старша възраст, през същата година осъществява трансфер в “ВК Пирин Балканстрой - Разлог”, където прекарва три години. С отбора на Разлог стига два пъти до финал на държавното първенството и финал на Купа България. През 2010 година Силвано Пранди го кани за първи път в мъжкия национален отбор на България. Сезон 2011/2012, “ВК Пирин Балканстрой” печели редовния сезон, но впоследствие отбора е дисквалифициран и титлата печели Марек - Дупница.  
Гоцев в избран за най-добър играч на България за декември 2011г. и февруари 2012г. 
Най-добър блокировач в груповата фаза на VNL за 2018г. и 2022г. 
Най-добър блокировач в българския шампионат за сезон 2022г., 2023г., 2024г., 2025г. 
Носител на Супер Купа България за 2023г. и 2024г. 
Носител на Купата на България за сезон 2025г. 
Шампион на България за сезон 2023г. / 2024г. 